# Тіарет
Тіарет (бербер.: ; араб. تيارت) — велике місто в центральному Алжирі, адміністративний центр однойменного вілаєту.

## Історія
Перші поселення людей на цьому місці відомі ще з часів палеоліту. Саме місто з'явилося під час античності, в період римського панування, і називлося Тінгартія. Місто спочатку було військовим укріпленим пунктом, потім столицею однієї з римських провінцій (з IV століття).
В VI столітті місто стає резиденцією правителів місцевих берберських народів під назвою Тахерт (Тахарт). Наприкінці VII століття Тахерт захоплюють араби; місцеве населення переходить в іслам. В 761 р. Тахерт потрапляє під владу ібадитів і стає столицею їхньої держави на чолі з династією Рустамідів. 909 року держава Рустамідів впала й місто увійшло до складу держави Фатімідів.
В XIII сторіччі Тіарет знову переходить до рук берберів, цього разу — династії Абдальвадідів. Вони володіли містом аж до XVI століття, коли значна частина сучасного Алжиру була захоплена Османською імперією. Їх влада тривала тут аж до початку 1830-х років. 1843 року місто перейшло під контроль Франції. Французи 1863 року збудували нові квартали на північ від мусульманської частини міста, яка тоді існувала. З 1962 року Тіарет — у складі незалежного Алжиру.

## Економіка
Переважна галузь місцевої економіки — сільське господарство. Дещо прохолодний клімат та наявність джерел води сприяють вирощуванню зернових та скотарства. Також тут вирощують чистокровних арабських скакунів.
Місто є важливим транспортним, а також освітнім центром. Обслуговується аеропортом Бу-Шекіф.